# Lijst van figuren uit Disney's Belle en het Beest
Verschillende personages komen voor in de Disney-film Belle en het Beest. Deze lijst bevat de Disney personages uit de animatiefilm uitgebracht in 1991.

## Overzicht personages

### Belle
Belle is de dochter van de uitvinder van het dorp. Zijn naam is Maurice. Belle en het beest vormen samen de hoofdpersonages van de film. Ze leest graag en gaat op in haar eigen belevingswereld. Ze is opzoek naar avontuur en zingt: " En misschien komt er een tijd dat er iemand mij begrijpt, ik wil meer dan dit dat is't verschil." Het dorp beschrijft haar als een mooie maar een rare meid. 

### Het Beest
Het Beest is een vermomde prins. Hij is veranderd in een beest door dat hij geen liefde toonde voor zijn medemens. Op een donkere avond klopte er namelijk een bedelaarster aan. Zij vroeg om onderdak, maar de prins weigerde. Na drie keer te hebben aangeklopt en te zijn geweigerd, veranderde ze in een beeldschone tovenares. Het beest wilde het weer goedmaken maar nu was het te laat. De tovenares had gezien dat er geen goedheid schuilde in zijn hart. De tovenares sprak vervolgens een vloek uit over het kasteel en al zijn bewoners. De roos die de tovenares hem had geschonken, was een betoverde roos die zou bloeien tot hij eenentwintig werd. De enige manier om terug te veranderen naar zijn oorspronkelijke gedaante is door iemand zijn liefde te winnen en ook haar te overtuigen van zijn liefde voordat de rozenblaadjes zijn verwelkt. Anders is hij gedoemd om voor altijd een monsterachtig beest te blijven. 
Het beest heeft moeite om zijn woede onder controle te houden wanneer dingen niet gaan zoals hij het wil of mensen niet naar hem luisteren. Hij is de meester van het kasteel en de overige bewoners zijn, zijn dienaren op Belle na. Hij schaamt zich voor zijn monsterachtig uiterlijk en sluit Belle's vader op in het kasteel. 

### Gaston
Gaston is de krachtpatser van het verhaal. Hij is erg sterk, eet elke dag 60 eieren op en heeft een oogje op Belle. Vanuit zijn oogpunt gezien: "boft ze dat ze met hem mag trouwen!". Echter, ziet Belle dat zelf niet zitten. Ze probeert Gaston te ontvluchten wanneer hij achter haar aan gaat en haar voorstelt om zijn vrouw te worden. Gaston geeft zich niet gemakkelijk gewonnen en probeert op sluwe en duistere wijze Belle te veroveren. Uiteindelijk sterft Gaston, na het beest voor de gek te hebben gehouden, en hem van achteren een dolksteek te geven. Bij deze actie komt Gaston zelf ten val. 

### Maurice
Maurice is de vader van Belle. Hij staat bekend als de uitvinder van het dorp.Hij wordt gevangen genomen door het beest wanneer hij van zijn paard Philip valt en deze van de schrik ervan door gaat. Hij klopt aan bij het kasteel en wordt warm ontvangen door de bewoners van het kasteel. Pendule zegt nog: Nee, niet in Meneer zijn stoel!".  Echter, wanneer het beest dit ontdekt, grijpt hij hem en sleurt hem mee de trap op. Hij gooit hem in de gevangenis. Maurice wisselt van plek met Belle wanneer zijn dochter hem vindt. Maurice is vastberaden om met hulp Belle vrij te krijgen maar hem wordt ondertussen een oor aangenaaid door Gaston. Hij smeedt een plan om Belle's vader in het gesticht te zetten door de verhalen die hij verteld over het beest. Hij legt hier een flinke duit geld voor neer en Maurice wordt wijsgemaakt dat ze hem gaan helpen maar daarentegen wordt hij wederom opgesloten.

### Lumière (de kaars)
Lumière is de entertainer, hij is een tikkeltje rebels, vrolijk en ruziet graag met zijn tegenhanger pendule. Zijn rebelse kant uit zich door het mensen naar hun zin te maken. Zo ontvangt hij Maurice met open armen aangezien hij heeft kou gevat. Hij probeert het beest 'manieren' aan te leren door op zachtaardige toon Belle te vragen om mee te gaan dineren. Tevens verschaft hij Belle stiekem eten en geeft een hele show weg zodat ze zich thuis gaat voelen terwijl ze van het beest moest verhongeren omdat ze niet met hem aan tafel ging eten. "Verhonger jij dan maar! Als ze niet met mij eet dan eet ze maar helemaal niet!", quote het beest. 

### Mevrouw Tuit (de theepot)
Mevrouw Tuit is de moeder van Barstje en hoofd van de huishouding van het kasteel. Ze is zorgzaam en ze zorgt letterlijk voor warmte door een kopje thee te schenken om gasten op te warmen of door schoon kokend water te verschaffen om de wond van het beest te helpen genezen. 

### Barstje (het theekopje)
Barstje is het kindje in het verhaal en de zoon van mevrouw Tuit. Door de vloek verandert hij in een theekopje met een klein barstje in zijn kopje en is af en toe een tikkeltje ondeugend. Wanneer Belle en Maurice opgesloten zijn in een kelder door Gaston, schiet barstje te hulp door een van de uitvindingen, een automatische houthakker machine, van Maurice te starten. Op deze manier worden zij bevrijd en gaan ze op weg naar het kasteel om het beest te helpen. Op het einde transformeert barstje weer terug in een jongetje. 

### Plumette (de plumeau)
Plumette is een dienstmeid van het kasteel en tevens de vriendin van Lumière. Ze heeft een kleine rol in de film maar wordt gered door Lumière wanneer een van de dorpsbewoners haar veren uit haar trekt. Lumière schiet te hulp door de billen van de dorpsbewoner te verhitten met zijn vlammen en vangt Plumette op in zijn armen. Op het einde van de film, loopt ze op sensuele wijze voorbij en stoft ze lumière af met haar plumeau om zijn aandacht te trekken. 